# Da Buzz
Da Buzz est un groupe suédois d’euro dance et de pop musique. Il est composé des auteurs, producteurs PerLidén et Pier Schmid et de la chanteuse Annika Thörnquist. Les trois viennent de Karlstad. Ils ont atteint la première place dans leur pays en 2003, avec le titre "Alive" et en 2006 avec "Last Goodbye".
Ils ont participé au Melodifestivalen en 2003 avec la chanson "Stop Look Listen".
En 2014, le groupe fait son retour avec deux nouveaux singles Can You Feel The Love (le 6 février) et The Moment I Found You (le 26 mai),. Le vidéoclip de cette dernière est lancé le 23 mai.
Le groupe travaille actuellement sur la sortie d'un single pour le mois d'août. Une tournée est également prévue durant l'été 2014 en Suède.

## Discographie

### Albums
| 2000 | Da Sound              | 16 |
| 2002 | Wanna Be With Me      | 19 |
| 2003 | More Than Alive       | 2  |
| 2004 | Dangerous - The Album | 6  |
| 2006 | Alive & Dangerous     | -  |
| 2006 | Last Goodbye          | 18 |
| 2007 | The Greatest Hits     | 35 |

### Singles
| 1999                                                       | Paradise                    | Da Sound              | 47 |
| 2000                                                       | Do You Want Me              | Da Sound              | 6  |
| 2000                                                       | Let Me Love You             | Da Sound              | 10 |
| 2001                                                       | Believe In Love             | Da Sound              | 35 |
| 2002                                                       | Wanna Be With Me            | Wanna Be With Me      | 3  |
| 2002                                                       | Wonder Where You Are        | Wanna Be With Me      | 17 |
| 2002                                                       | Stronger Than Words Can Say | Wanna Be With Me      | 52 |
| 2003                                                       | Alive                       | More Than Alive       | 1  |
| 2003                                                       | Tonight (Is The Night)      | More Than Alive       | 2  |
| 2003                                                       | Wanna Love You Forever      | More Than Alive       | —  |
| 2004                                                       | Dangerous                   | Dangerous - The Album | 5  |
| 2004                                                       | How Could You Leave Me      | Dangerous - The Album | 28 |
| 2004                                                       | Come Away With Me           | Dangerous - The Album | —  |
| 2006                                                       | Last Goodbye                | Last Goodbye          | 1  |
| 2006                                                       | Without Breaking            | Last Goodbye          | 11 |
| 2007                                                       | Soon My Heart / World For 2 | Last Goodbye          | 39 |
| 2007                                                       | Take All My Love            | The Greatest Hits     | 8  |
| 2007                                                       | Baby Listen To Me           | The Greatest Hits     | 7  |
| 2010                                                       | "U Gotta Dance"             |                       | —  |
| 2012                                                       | "Got This Feeling"          |                       | —  |
| 2012                                                       | "Tomorrow" (Feat. Jax)      |                       | —  |
| 2014                                                       | "Can You Feel The Love"     |                       | —  |
| 2014                                                       | "The Moment I Found You"    |                       | —  |
| "—" Indique qu'il n'y a pas de classement pour ces singles |                             |                       |    |